# Aggházy Kamil
Vitéz Aggházy Kamil, névváltozat: Kamill, írói álnevein: Akárki, Spectator (Budapest, 1882. november 1. – Budapest, 1954. szeptember 14.) magyar királyi ezredes a Hadtörténeti Intézet és Múzeum alapítója. Katonai szakíró, hadtörténész. Verseket és elbeszéléseket is írt.

## Családja
Édesapja Aggházy Károly zeneszerző, zongoraművész, édesanyja Farkas Alice. Nagybátyja Aggházy Gyula festőművész. Testvére Aggházy Melinda, féltestvére Aggházy Katalin.
Első házasságát 1910-ben kötötte, de felesége, Wälder Anna Mária (1886-1914) fiatalon meghalt. 1919-ben újra nősült, Negrelli Máriával (1896–1970). Két gyermekük született, Éva (Dr. Miltényi Dénesné, 1922–1993) és az ifjabbik Kamil (1930–1983).

## Életútja
1901-ben végezte el a Magyar Királyi Honvéd Ludovika Akadémiát. Ezt követően csapattisztként szolgált Veszprémben, Kőszegen, Sopronban és Budapesten. Részt vett az első világháborúban, ahol 1914 decemberében szerb hadifogságba esett. A hadifogságból szabadulva 1916-tól a Honvédelmi Minisztériumban levéltárnok.
Tanulmányaiban a török idők, az 1848–49-es forradalom és szabadságharc, valamint az I. világháború hadtörténetével foglalkozott.
Közreműködött a katonai jelzések megújításában.
Halálát érelmeszesedés, magas vérnyomás, baloldali végtagbénulás, tüdőgyulladás okozta. A Farkasréti temetőben lévő sírja (36/2-2-1) a Nemzeti sírkert része.

## AHadtörténeti Intézet és Múzeum

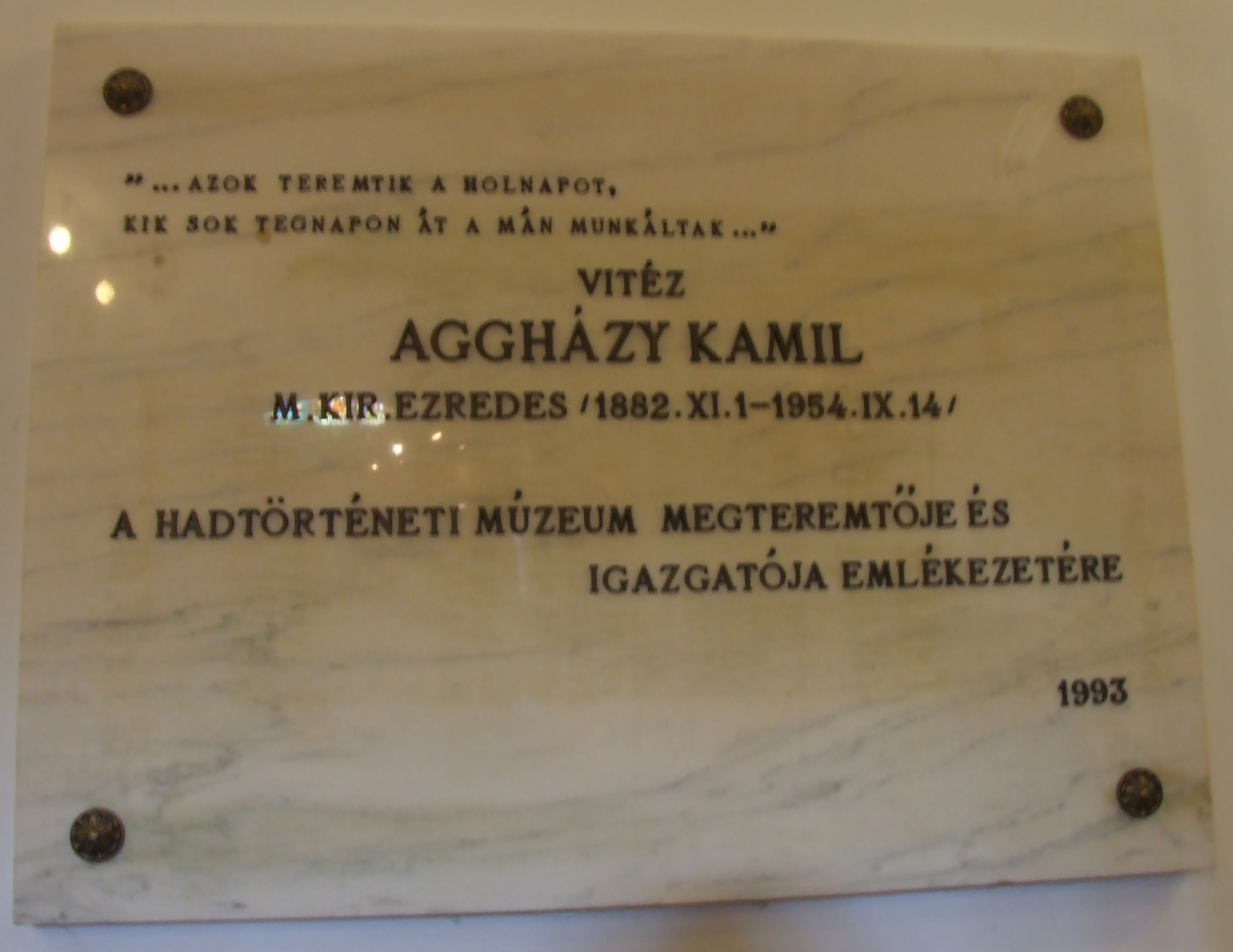
Emléktáblája a Hadtörténeti Múzeumban

Ludovikás korában autodidakta régészként tevékenykedett, veszprémi csapatszolgálata idején Laczkó Dezső mellett segédkezett, Budapestre helyezése után részt vett a római hadiutak és a táti csatatér török temetőjének feltárásában. Aggházy meghatározó szerepet játszott a hadtörténelmi kutatások tudományos alapvonalainak meghatározásában.
Aggházy Kamil ezredes és Gabányi János címzetes vezérőrnagy határozták el katonamúltunk és honvédelmünk őrzőjének, a Hadimúzeumnak a létrehozását. Többszöri próbálkozás után ez 1918 novemberében valósult meg. Így nevéhez fűződik a Hadtörténeti Múzeum megalapítása, amelynek először igazgatóhelyettese, 1928. szept. 1-jétől igazgatója lett.
Tagja volt, és a második világháború után rövid ideig az elnöke is, a lengyel–magyar kapcsolatok ápolását célul tűző, elsősorban irodalommal foglalkozó Magyar Mickiewicz Társaságnak.

## Művei
- Hadimúzeumi Lapok (szerkesztő Aggházy Kamil)[13]
- Historia (szerkesztő Aggházy Kamil)
- Aggházy Kamil: Kovionai csata szerb hivatalos leírása 1914. dec. 11–13.[14]
- Aggházy Kamil, vitéz – Stefán Valér: A világháború 1914–1918 (Budapest, 1934. Országos Közművelődési Tanács Könyvosztálya.)
- Aggházy Kamil: Budavár bevétele 1849-ben. (Szerk. Hermann Róbert. Munkatársak: Czaga Viktória, Kreutzer Andrea, Szoleczky Emese, Tóth Orsolya.) 2. kiad. Budapest Főváros Levéltára, Budapest, 2002. I. k. 503 o., 16 t.; II. k. 447 o. (Budapest Történetének Forrásai)
- De Sgardelli Caesar – Aggházy Kamil: Magyar Katonai Írók Köre első évkönyve 1924–1934. (antológia)
- Aggházy Kamil: Török hadak magyar földön. Az 1532. évi török–magyar–osztrák háború, különös tekintettel Kőszeg ostromára (Székesfehérvár, 1911)
- Aggházy Kamil: Vitézek albuma. Budapest, 1939.

## Emlékezete

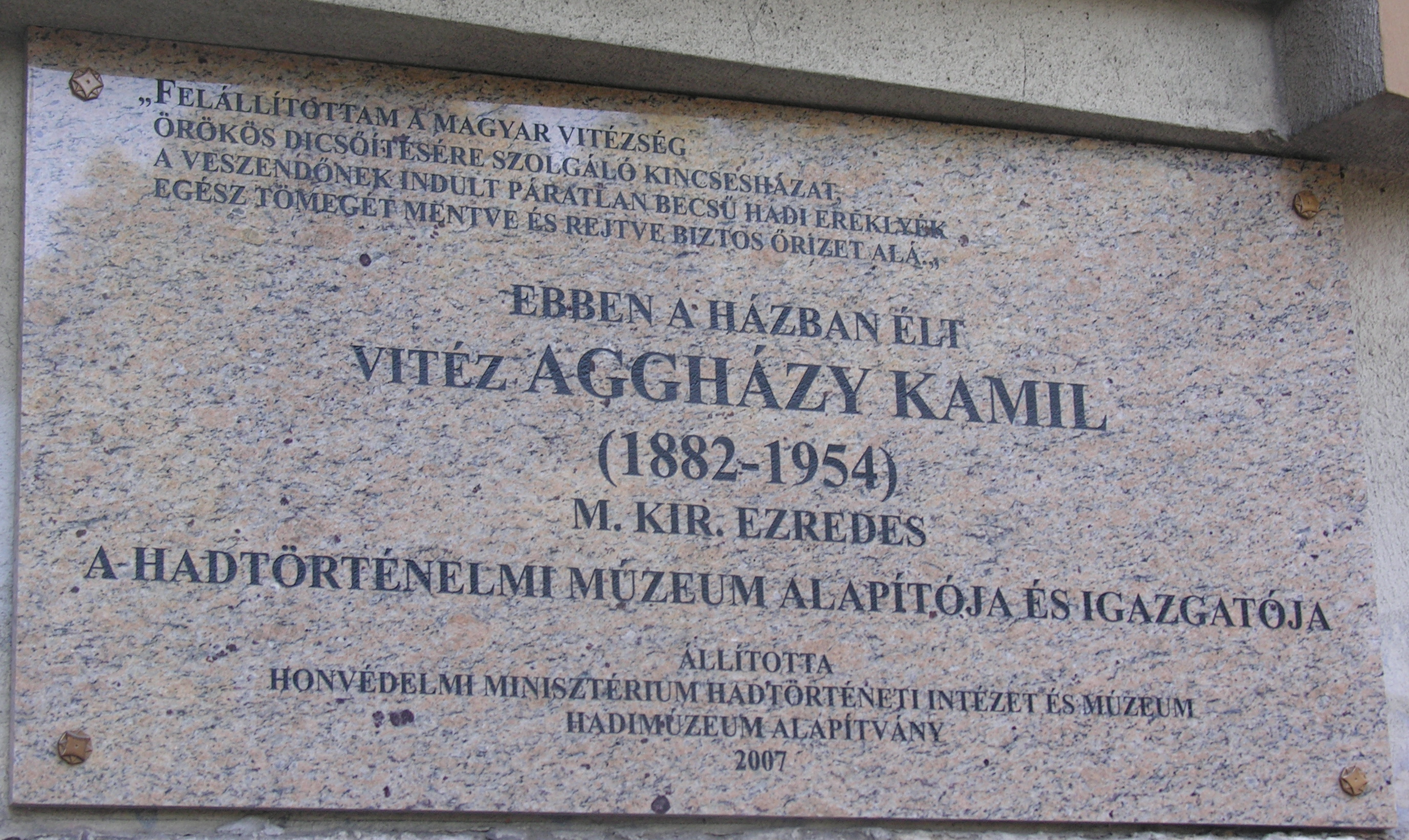
Emléktáblája lakóházán

- 2003. május 23. szobrának felállítása a Hadtörténeti Múzeum díszudvarán[15][16]
- 2007-ben emléktáblát állítottak lakóházán a Budapest II. kerülete Szilágyi Erzsébet fasor 17. alatt.[17]

## Források

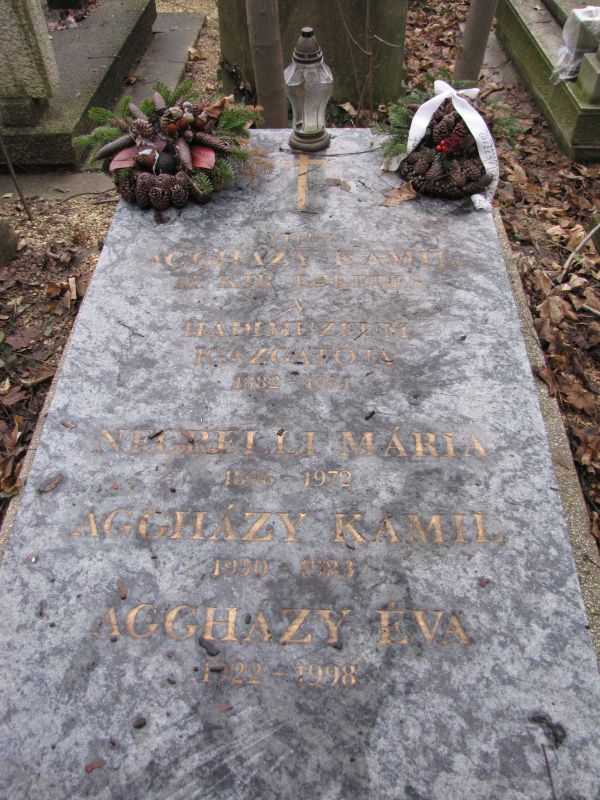
Aggházy Kamil sírja

## Az Aggházy család (Aggházy-Herpy ág)
| Családfa |
| -------- |
|          |